# Von Männern, die keine Frauen haben
Von Männern, die keine Frauen haben ist ein Buch von Haruki Murakami. Es erschien erstmals 2014 auf Japanisch, im selben Jahr auch in deutschsprachiger Übersetzung von Ursula Gräfe im DuMont Buchverlag. Von Männern, die keine Frauen haben ist eine Sammlung von sieben Kurzgeschichten.

## Inhalt

### Drive my Car
Nachdem der Schauspieler Kafuku seinen Führerschein verloren hat, lässt er sich von Misaki, einer jungen Frau um die Zwanzig, in seinem Cabriolet zur Arbeit fahren. Er erzählt dabei von seiner verstorbenen Ehefrau und einem ihrer Liebhaber. Mit ihm traf sich Kafuku nach ihrem Tod öfter, brach aber den Kontakt mit ihm ab, als er merkte, dass er Rachegelüste verspürte.

### Yesterday
Der Tokioter Kitaru hat sich den Kansai-Dialekt selbst beigebracht und singt eine eigenwillige Version des Liedes Yesterday von den Beatles auf Japanisch. Er hat eine Freundin, Erika, mit der er eines Nachts denselben Traum hat: Sie beide sehen aus dem Bullauge eines Kreuzfahrtschiffs und erblicken einen Mond aus Eis, der in der Morgensonne schmelzen wird. Bei einem Treffen des Ich-Erzählers mit Erika sechzehn Jahre später erfährt dieser, dass Kitaru nun als Sushi-Koch in den USA lebt, aber sich seine damalige Freundin noch an den Traum erinnern kann. Der Ich-Erzähler meint, dass er auch noch nach langer Zeit an Kitaru erinnert wird, wenn er Yesterday hört.

### Das eigenständige Organ
Dr. Tokai, ein unscheinbarer Arzt, führt ein trostloses Leben, in dem ab und zu eine kurzzeitige sexuelle Beziehung auftaucht. An einer Ehe oder an eigenen Kindern hat er kein Interesse. Er verliebt sich in eine Frau, mit der er eine solche Beziehung führt. Diese verlässt kurz darauf sowohl ihren Ehemann als auch Dr. Tokai. Aus Liebeskummer hungert sich Dr. Tokai zu Tode. In seinem Nachlass findet sich eine Bemerkung, wonach alle Frauen ein Lügenorgan besäßen.

### Scheherazade
Eine Art Pflegerin, die Scheherazade genannt wird, führt eine Beziehung mit Habara, der sich aus ungeklärten Gründen isoliert. Habara befürchtet stets, das Ende ihrer Geschichten nicht zu erfahren. Sie gesteht ihm, dass sie in einem früheren Leben ein Neunauge gewesen sein müsse. In einer weiteren Geschichte erzählt sie davon, wie sie als Jugendliche mehrmals in das Haus eines Mitschülers eingebrochen sei, um dort einen Gegenstand mitzunehmen, aber auch etwas zurückzulassen.

### Kinos Bar
Kino, ein ehemaliger Angestellter eines unbekannten japanischen Sportartikelherstellers, hat seinen Job gekündigt und eine Bar geöffnet. Zu den Stammgästen gehören Kamita, der immer in der Bar Bücher liest, und eine Katze. Als die Katze verschwindet und Schlangen in Kinos Garten auftreten, sagt Kamita, dies sei ein ambivalentes Zeichen und er solle die Bar für einige Zeit schließen und verreisen. Kino erinnert sich auf der Reise daran, dass auch seine Ehefrau eine ambivalente Person ist.

### Samsa in Love
Eine unbekannte Person erwacht eines Tages als Gregor Samsa aus Kafkas Erzählung Die Verwandlung. Er hat zunächst Hunger und macht sich auf die Suche nach Essen. Dann merkt er, dass er nackt ist, und bekleidet sich mit einem Morgenmantel. Er bekommt Besuch von einem Mädchen, von dem er zunächst Sex möchte. Als diese ihn darauf verlässt, fragt er sich, ob er sie wiedersehen würde.

### Von Männern, die keine Frauen haben
Der Ich-Erzähler wird in der Nacht von einem Anruf aufgeschreckt, in dem ihm vom Selbstmord seiner ehemaligen Jugendfreundin berichtet wird. Er erinnert sich, dass sie zur See gefahren ist und dass er einmal zu kitschiger Musik von ihr erregt gewesen ist. Schließlich resümiert er, dass es schrecklich sein muss, als Mann keine Frau zu haben.

## Kritik
„Denn bisweilen geht auch Haruki Murakamis defensiver, untertouriger Erzählfluss auf die Nerven, und natürlich soll er genau das. Er ist einfach zu schlicht, um nicht kalkuliert zu sein, eine subtile Provokation, die einige Leser unerträglich ärgert, bei sehr vielen anderen aber zu einer diffusen Unruhe führt, die sie wie hypnotisiert weiterlesen lässt.“

## Verfilmung
- Der Film Drive My Car (jap. ドライブ・マイ・カー) von Ryūsuke Hamaguchi aus dem Jahre 2021 beruht auf Elementen der beiden Kurzgeschichten Drive My Car und Scheherazade.